# 蒙眼棋

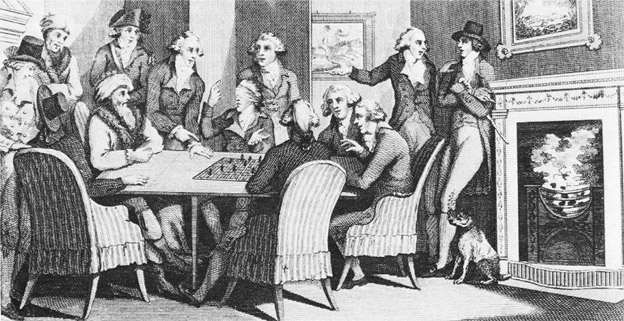
菲利多爾下蒙眼棋

蒙眼棋（Blindfold Chess），有時稱作盲目棋、盲棋、閑目棋，指不看棋盤和棋子，蒙上雙眼，透過口述來表達走法的比賽方式。常見於國際象棋和中國象棋。

## 歷史

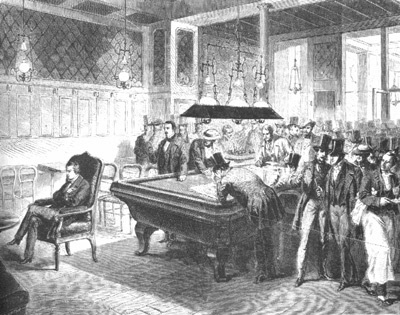
保羅·莫菲下蒙眼棋

已知最早的蒙眼棋賽事於1266年在佛羅倫薩舉辦。法國國際象棋大師弗朗索瓦-安德烈·丹尼根·菲利多爾在1783年向公眾展示其同時下三盤蒙眼棋的能力並獲得巨大成功，各大報章對他的成就給予報道。此前菲利多爾在夜間無法入睡時就在腦海中構思棋盤。
保羅·莫菲在1858年蒙眼對抗八名國際象棋高手，結果為六勝兩平。世界首位國際象棋世界冠軍威廉·斯坦尼茨在1867年於鄧迪同時下六盤蒙眼棋（三勝三平）。
1924年亞歷山大·阿廖欣在紐約和實力強勁的對手同時下26盤蒙眼棋，成績是+16−5=5。1934年7月16日阿廖欣在芝加哥下32盤蒙眼棋，成績為+19−5=5，刷新了世界紀錄。這場比賽的裁判是愛德華·拉斯克。

## 外部連結
- 西洋棋俱樂部︰蒙眼棋淺談
- 特級大師柳大華談盲棋:透露兩點秘訣 談開局殘兵